# Lijst van oorlogsmonumenten in Sint-Michielsgestel
De Nederlandse gemeente Sint-Michielsgestel heeft elf oorlogsmonumenten. Hieronder een overzicht.
| Nr.                             | Object                                        | Herdachte groep | Ontwerper                                               | Onthulling        | Type            | Locatie                                            | Plaats                        | Coördinaten                   | Foto                                        |
| ------------------------------- | --------------------------------------------- | --- | ------------------------------------------------------- | ----------------- | --------------- | -------------------------------------------------- | ----------------------------- | ----------------------------- | ------------------------------------------- |
| 772                             | Silent Wings                                  | geallieerde militairen, overig                                                                                       | Jos Korsten (02-09-1947)                                | 18 september 1994 | beeld/sculptuur | Litserstraat 6, 5275 BV                            | Den Dungen                    | 51° 39' 55" NB, 5° 22' 7" OL  |                                             |
| 2371                            | Monument Poeldonk                             | militairen in dienst van het Ned. Kon. 1940-1945                                                                     | Ir. H.C. Cooymans, ir. H.M.J. de Laat                   | 5 mei 1970        | gedenksteen     | Poeldonk 2, 5275 HP                                | Den Dungen                    | 51° 40' 41" NB, 5° 22' 14" OL |                                             |
| 2401                            | Monument voor Toon van der Doelen             | militairen in dienst van het Ned. Kon. 1940-1945                                                                     |                                                         | 15 mei 1947       | reliëf          | Kerkwijk 44, 5258 KC                               | Berlicum                      | 51° 40' 44" NB, 5° 23' 57" OL |                                             |
| 2402                            | Monument bij de kerk Sint-Jacobus de Meerdere | militairen in dienst van het Ned. Kon. na 1945, militairen in dienst van het Ned. Kon. 1940-1945, burgerslachtoffers |                                                         |                   | gedenksteen     | Grinsel, 5275 JL                                   | Den Dungen                    | 51° 39' 45" NB, 5° 22' 28" OL |                                             |
| 2406                            | Monument aan de Hoogstraat                    | overig |                                                         |                   | gedenksteen     | Hoogstraat 51, 5258 BB                             | Berlicum                      | 51° 40' 58" NB, 5° 23' 29" OL |                                             |
| 2407                            | Oorlogsmonument                               | militairen in dienst van het Ned. Kon. na 1945, burgerslachtoffers                                                   | Theo van Brunschot                                      |                   | zuil            | Sassenheimseweg, 5258 HJ                           | Berlicum                      | 51° 40' 30" NB, 5° 24' 14" OL |                                             |
| 2408                            | Monument voor kinderen De Man                 | vervolgden Nederland                                                                                                 | Willem Dieleman                                         |                   | plaquette       | Schoolstraat, 5258 CJ                              | Berlicum                      | 51° 40' 39" NB, 5° 24' 6" OL  |                                             |
| 2409                            | Oorlogsmonument                               | militairen in dienst van het Ned. Kon. 1940-1945, burgerslachtoffers                                                 |                                                         |                   | Kruis           | Kerkeind 6, 5291 AL                                | Gemonde                       | 51° 37' 17" NB, 5° 21' 5" OL  |                                             |
| 2410                            | Monument in voormalig seminarie 'Beekvliet'   | burgerslachtoffers                                                                                                   |                                                         | 14 augustus 1948  | gedenksteen     |                                                    | Sint-Michielsgestel           | 51° 38' 19" NB, 5° 21' 2" OL  | Monument in voormalig seminarie 'Beekvliet' |
| 2413                            | Oorlogsmonument                               | militairen in dienst van het Ned. Kon. na 1945, militairen in dienst van het Ned. Kon. 1940-1945, burgerslachtoffers | Willem Wolfs (ontwerp), Thijs van der Helm (uitvoering) | 24 oktober 1984   | beeld/sculptuur | Kerkplein                                          | Sint-Michielsgestel           | 51° 38' 19" NB, 5° 21' 2" OL  |                                             |
| 2629                            | Verzetsmonument                               | verzet Nederland | L.A.M. van Houtum (25-03-1933)                          | 24 oktober 2004   | overig          | Hooghemertseweg 5, 5291 NG                         | Gemonde                       | 51° 36' 34" NB, 5° 21' 32" OL |                                             |
| Dit oorlogsmonument op Wikidata | Stolpersteine                                 | vervolgden Nederland                                                                                                 | Gunter Demnig                                           |                   | reliëf          | Zie Lijst van Stolpersteine in Sint-Michielsgestel | Sint-Michielsgestel, Berlicum |                               |                                             |

Alphen-Chaam ·
Altena ·
Asten ·
Baarle-Nassau ·
Bergeijk ·
Bergen op Zoom ·
Bernheze ·
Best ·
Bladel ·
Boekel ·
Boxtel ·
Breda ·
Cranendonck ·
Deurne ·
Dongen ·
Drimmelen ·
Eersel ·
Eindhoven ·
Etten-Leur ·
Geertruidenberg ·
Geldrop-Mierlo ·
Gemert-Bakel ·
Gilze en Rijen ·
Goirle ·
Halderberge ·
Heeze-Leende ·
Helmond ·
's-Hertogenbosch ·
Heusden ·
Hilvarenbeek ·
Laarbeek ·
Land van Cuijk ·
Loon op Zand ·
Maashorst ·
Meierijstad ·
Moerdijk ·
Nuenen, Gerwen en Nederwetten ·
Oirschot ·
Oisterwijk ·
Oosterhout ·
Oss ·
Reusel-De Mierden ·
Roosendaal ·
Rucphen ·
Sint-Michielsgestel ·
Someren ·
Son en Breugel ·
Steenbergen ·
Tilburg ·
Valkenswaard ·
Veldhoven ·
Vught ·
Waalre ·
Waalwijk ·
Woensdrecht ·
Zundert